# Гатагажев Артур Мухметович
Гатагажев Артур Мухметович, також відомий як Емір Абдулла або Убайдуллах — інгуський військовий діяч, емір Вілаяту Галгайче у північнокавказькій республіці Інгушетія, польовий командир.

## Життєпис
Жив у інгуському селі Сагопши, у підпілля пішов 2009 року, після того, як був оголошений у федеральний розшук за замах на життя міліціонера. 2010 року очолив групу з 15 повстанців. Створене 2012 року Гетагажевим угруповання повернулося до Малгобецького району.
Брав участь у повстанських діях в Інгушетії принаймні з 2009 року, Гетагажеву приписували багато з нападів у Інгушетії, включаючи вбивство начальника служби безпеки Інгушетії Ахмета Котієва.
19 серпня 2012 року вчинив теракт на похороні поліцейського в Малгобеку, де після вибуху терориста-смертника загинуло вісім осіб та 11 було поранено.
27 серпня 2013 року поблизу селища Нижні Ачалуки його люди розстріляли авто секретаря Ради безпеки Інгушетії Ахмета Котієва, який від завданих травм помер, разом із ним помер його двоюрідний брат.
Після вбивства Джамалейла Муталієва (псевдонім Емір Адам) російськими силовиками 21 травня 2013 року Доку Умаров, лідер Імарату Кавказ, призначив Гетагажева головою повстанців Вілаяту Галгайче. Гетагажев був серед 7 убитих під час рейду силовиків на село Сагопші 24 травня 2014 року.

## Наслідки
6 липня 2014 року російський спецназ влаштував біля моргу, де перебувало тіло Гетагажева, засідку. Росіяни розраховували, що інгуські повстанці спробують відбити тіло Гетагажева. Радіо Свобода писало, що вдень двоє інгуських повстанців несподівано напали на засідку, убили сімох і поранили чотирьох офіцерів ФСБ і спецназу менш ніж за 40 секунд, після чого залишили місце події неушкодженими.